# Bombette
Eine Bombette („kleine Bombe“) ist ein zylindrischer Feuerwerkskörper (Durchmesser ca. 1,5 bis 6 cm) aus Pappe oder fest gewickeltem oder umschnürtem Papier mit verschiedenen Effektfüllungen. Bombetten unterscheiden sich von Bomben primär durch ihre fehlende Ausstoßladung. Sie werden meist von anderen Feuerwerkskörpern wie Kugel- oder Zylinderbomben, Feuerwerksbatterien oder Feuerwerksraketen ausgestoßen. Bombetten werden, wie auch Kugel- und Zylinderbomben, meist in Handarbeit speziell für ihren Verwendungszweck bzw. speziell für den ausstoßenden Feuerwerkskörper hergestellt. Allen Bombetten gemein ist aber ihre annähernd bis perfekte Zylinderform und der Verzögerungszünder, der durch die Ausstoß- oder Zerlegerladung des ausstoßenden Feuerwerkskörpers gezündet wird und schließlich nach einer genau definierten Zeit die Zerlegerladung der Bombette zündet. Durch die Zerlegerladung wird die Füllung der Bombette, der Effektsatz (z. B. Sternbukett oder Blitzknallsatz) gezündet und verteilt. 
Versagt die Durchzündung des Verzögerungszünders, kommt die Bombette als Black Shell auf den Boden zurück.